# Carlos und Elisabeth
Carlos e Isabel (en alemán: Carlos und Elisabeth) es una película dramática muda alemana de 1924 dirigida por Richard Oswald y protagonizada por Conrad Veidt, Eugen Klöpfer y Aud Egede-Nissen. Está basada en la obra de teatro Don Carlos de Friedrich Schiller. Oswald modeló las imágenes de la película en una puesta en escena de la obra de Max Reinhardt en el Deutsches Theatre.
Los decorados de la película fueron diseñados por el director de arte Oscar Friedrich Werndorff.

## Reparto
- Conrad Veidt como Don Carlos
- Eugen Klöpfer como el Príncipe Felipe
- Aud Egede-Nissen como la Princesa Eboli
- William Dieterle como el Marqués Posa
- Adolf Klein como el Gran Inquisidor
- Robert Taube como el Duque de Alba
- Friedrich Kühne como Don Perez, el ministro Dukeäs
- Rudolf Biebrach como el Duque de Valois
- Dagny Servaes como Elisabeth von Valois
- Martin Herzberg como Don Carlos de niño